# Försvarsmaktens belöningsmedalj för internationella insatser med svärd
Försvarsmaktens belöningsmedalj för internationella insatser i guld respektive silver med svärd är en svensk militär utmärkelse och medalj som instiftades av Försvarsmakten 1995. 
Utmärkelsen är en stridsutmärkelse men ingår inte i krigsdekorationerna. Den utdelades efter rekommendation av Överbefälhavaren. Medaljen har bland annat utdelats för svenska soldaters insatser under strid i forna Jugoslavien och retroaktivt för insatser under strider i Kongo på 1960-talet. Medaljen utdelas inte efter 2009-12-31 då den ersattes av Försvarsmaktens förtjänstmedalj. 
Medaljen bärs på bröstet i blått band med ett upprättstående svärd i guld eller silver fäst mitt på bandet. Medaljens åtsida visar Försvarsmaktens heraldiska vapen samt runt ytterkanten texten ”FÖR INTERNATIONELLA INSATSER”. Frånsidan visar runt ytterkanten en lagerkrans samt mottagarens namn, årtal och land för aktionen som föranlett dekorationen.

## Valörer
Medaljen finns i två valörer:
- I guld med svärd.
- I silver med svärd.

## Kriterier
Försvarsmaktens belöningsmedalj för internationella insatser i guld med svärd.
- Utomordentligt personligt mod
- Upprepat personligt mod som inneburit betydelsefullt föredöme
- Vid dödsfall i tjänsten.

 Försvarsmaktens belöningsmedalj för internationella insatser i silver med svärd.
- Stort personligt mod
- Förtjänstfull ledning av förband under svåra förhållanden.

## Mottagare

### Medalj i guld med svärd
| Datum           | Grad            | Namn                 | Kommentar | Källa |
| --------------- | --------------- | -------------------- | --- | ----- |
| 11 maj 1995     | Överstelöjtnant | Jarl Lundgren        | UNPROFOR Bosnien Militär observatör Upprepat personligt mod som inneburit betydelsefullt föredöme vid oroligheter i Mostar under maj 1992 då mer än 7000 kvinnor och barn kunde räddas.                                          | [ 1 ] |
| 11 maj 1995     | Sergeant        | Ruzdi Ekenheim       | UNPROFOR Bosnien Upprepat personligt mod som inneburit betydelsefullt föredöme vid oroligheter i Mostar under april 1992. | [ 1 ] |
| 1996            | Kapten          | Thomas Jarnehed      | UNPROFOR Bosnien JK01 Upprepat personligt mod som inneburit betydelsefullt föredöme under tjänstgöring i Sarajevo 1992 samt 1994–1995 i Georgien.                                                                                | [ 1 ] |
| 15 januari 1996 | Överstelöjtnant | Per-Erik Korström    | UN Office in Georgia Georgien, rådgivare. Utomordentligt personligt mod och räddande av liv under gisslansituation under tjänstgöring november 1992-december 1993.                                                               | [ 1 ] |
| 4 mars 1998     | Överste         | Ulf Henricsson       | UNPROFOR Bosnien BA01, tilldelades medaljen för att som chef för den först svenska FN bataljonen i Bosnien "visat upprepat personligt mod som inneburit betydelsefullt föredöme under tjänstgöring september 1993-april 1994."   | [ 2 ] |
| 2 mars 2001     | Major           | Jörgen Öberg         | UNOMIG Georgien Militär, observatör. Upprepat personligt mod som inneburit betydelsefullt föredöme i samband med kidnappning i Georgien i oktober 1999.                                                                          | [ 1 ] |
| 31 maj 2005     |                 | hemlig personal      | EUFOR Kongo Operation Artemis. Medalj utdelades till sammanlagt 15 personer för ”Utomordentligt personligt mod” eller ”Upprepat personligt mod som inneburit betydelsefullt föredöme” för insatser under Operation Artemis 2003. | [ 1 ] |
| 6 juni 2005     | Överstelöjtnant | Hans Håkansson       | KFOR Kosovo KS09. Synnerligt mod och handlingsförmåga vid upploppen i byn Caglavica i mars 2004. | [ 1 ] |
| 6 juni 2005     | Major           | Niclas Wetterberg    | KFOR Kosovo KS09 Stort personligt mod vid upploppen i byn Caglavica i mars 2004. | [ 1 ] |
| 6 juni 2005     | Major           | Marco Tillaeus       | KFOR Kosovo KS09 Stort personligt mod vid upploppen i byn Caglavica i mars 2004. | [ 1 ] |
| 6 juni 2005     | Major           | Niklas Lövfelt       | KFOR Kosovo KS09 Stort personligt mod vid upploppen i byn Caglavica i mars 2004. | [ 1 ] |
| 6 juni 2005     | Löjtnant        | Jonas Pärssinen      | KFOR Kosovo KS09 Stort personligt mod vid upploppen i byn Caglavica i mars 2004. | [ 1 ] |
| 6 juni 2005     | Löjtnant        | Fredrik Gertsson     | KFOR Kosovo KS09 Stort personligt mod vid upploppen i byn Caglavica i mars 2004. | [ 1 ] |
| 6 juni 2005     | Fänrik          | Mattias Andersson    | KFOR Kosovo KS09 Stort personligt mod vid upploppen i byn Caglavica i mars 2004. | [ 1 ] |
| 6 juni 2005     | Fänrik          | Martin Olsson        | KFOR Kosovo KS09 Stort personligt mod vid upploppen i byn Caglavica i mars 2004. | [ 1 ] |
| 6 juni 2005     | Sergeant        | Tommy Lingvall       | KFOR Kosovo KS09 Stort personligt mod vid upploppen i byn Caglavica i mars 2004. | [ 1 ] |
| 6 juni 2005     | Sergeant        | Robert Hedman        | KFOR Kosovo KS09 Stort personligt mod vid upploppen i byn Caglavica i mars 2004. | [ 1 ] |
| 6 juni 2005     | Sergeant        | Marcus Duvefjord     | KFOR Kosovo KS09 Stort personligt mod vid upploppen i byn Caglavica i mars 2004. | [ 1 ] |
| 6 juni 2005     | Menig           | Niclas Andersson     | KFOR Kosovo KS09 Stort personligt mod vid upploppen i byn Caglavica i mars 2004. | [ 1 ] |
| 6 juni 2005     | Menig           | Carl-Henrik Barnekow | KFOR Kosovo KS09 Stort personligt mod vid upploppen i byn Caglavica i mars 2004. | [ 1 ] |
| 6 juni 2005     | Menig           | Miguel Perez         | KFOR Kosovo KS09 Stort personligt mod vid upploppen i byn Caglavica i mars 2004. | [ 1 ] |
| 6 juni 2005     | Menig           | Martin Berggren      | KFOR Kosovo KS09 Stort personligt mod vid upploppen i byn Caglavica i mars 2004. | [ 1 ] |
| 2005            |                 | Tomas Bergkvist      | SSG, Stupad i Afghanistan | [ 3 ] |
| 2005            |                 | Jesper Lindblom      | SSG, Stupad i Afghanistan | [ 3 ] |
| 30 maj 2006     | Brigadgeneral   | Jan-Gunnar Isberg    | MONUC Ställföreträdande militär chef Kongo 2003-2004 Upprepat personligt mod som inneburit betydelsefullt föredöme. | [ 1 ] |
| 23 oktober 2009 |                 | Per-Arne Andersson   | För insatser under strid den 16 september 1961 i Kongo. | [ 4 ] |
| 23 oktober 2009 |                 | Arne Björklund       | För insatser under strid den 16 september 1961 i Kongo. | [ 4 ] |
| 23 oktober 2009 |                 | Lennart Gavelin      | För insatser under strid den 16 september 1961 i Kongo. | [ 4 ] |
| 23 oktober 2009 |                 | Bo Holmér            | För insatser under strid den 16 september 1961 i Kongo. | [ 4 ] |
| 23 oktober 2009 |                 | Ivan Johnsson        | För insatser under strid den 16 september 1961 i Kongo. | [ 4 ] |
| 23 oktober 2009 |                 | Lennart Holmgren     | För insatser under strid den 16 september 1961 i Kongo. | [ 4 ] |
| 23 oktober 2009 |                 | Sven-Erik Lundahl    | För insatser under strid den 16 september 1961 i Kongo. | [ 4 ] |
| 23 oktober 2009 |                 | Rolf Lindberg        | För insatser under strid den 16 september 1961 i Kongo. | [ 4 ] |
| 23 oktober 2009 |                 | Bertil Swärd         | För insatser under strid den 16 september 1961 i Kongo. | [ 4 ] |
| 23 oktober 2009 |                 | Rune Ekberg          | Postumt för insatser under strid den 16 september 1961 i Kongo. | [ 4 ] |
| 23 oktober 2009 |                 | Ivar Kaati           | Postumt för insatser under strid den 16 september 1961 i Kongo. | [ 4 ] |
| 23 oktober 2009 |                 | Jonny Jonsson        | Postumt för insatser under strid den 16 september 1961 i Kongo. | [ 4 ] |
| 23 oktober 2009 |                 | Torsten Kers         | Postumt för insatser under strid den 16 september 1961 i Kongo. | [ 4 ] |

### Medalj i silver med svärd
| Datum      | Grad            | Namn               | Kommentar | Källa       |
| ---------- | --------------- | ------------------ | --- | ----------- |
| 1996       | Kapten          | Bo Loggarfve       | UNPROFOR Bosnien. Militär observatör. Stort personligt mod. | [ 1 ]       |
| 1996-06-27 | Kapten          | Jonas Bessing      | UNOSOM Somalia SO04. Förtjänstfull ledning av förband under svåra förhållanden. | [ 1 ]       |
| 1996-11-15 | Furir           | Roger Olsson       | UNPROFOR Bosnien BA04. Stort personligt mod. | [ 5 ]       |
| 1998-03-04 | Major           | Gunnar Hällgren    | UNPROFOR Bosnien. Militär observatör. Stort personligt mod samt annan förtjänstfull insats under svåra förhållanden i före detta Jugoslavien den 8 april 1994.                                                      | [ 2 ]       |
| 1998-03-04 | Överstelöjtnant | Lennart Kroon      | OSCE Tjetjenien. Militär rådgivare. Stort personligt mod samt annan värdefull insats under svåra förhållanden i Tjetjenien den 11 januari 1996.                                                                     | [ 2 ]       |
| 1998-03-04 | Major           | Håkan Birger       | UNPROFOR Bosnien BA01. Stort personligt mod samt annan förtjänstfull insats under svåra förhållanden. | [ 2 ]       |
| 1998-03-04 | Kapten          | Magnus Olsson      | UNPROFOR Bosnien BA01. Stort personligt mod. | [ 2 ]       |
| 1998-03-04 | Major           | Peter Nilsson      | UNPROFOR Bosnien BA01. Stort personligt mod. | [ 2 ]       |
| 1998-03-04 | Kapten          | Jan Almgård        | UNPROFOR Bosnien BA01. Förtjänstfull ledning av förband under svåra förhållanden. | [ 2 ]       |
| 1998-03-04 | Kapten          | Stewe Lundin       | UNPROFOR Bosnien BA01. Förtjänstfull ledning av förband under svåra förhållanden. | [ 2 ]       |
| 1998-03-04 | Fänrik          | Freddy Wozny       | UNPROFOR Bosnien BA01. Förtjänstfull ledning av förband under svåra förhållanden. | [ 2 ]       |
| 1998-03-04 | Kapten          | Robert Bredberg    | UNPROFOR Bosnien BA01. Stort personligt mod samt förtjänstfull ledning av förband under svåra förhållanden. | [ 2 ]       |
| 1998-03-04 | Furir           | Thomas Persson     | UNPROFOR Bosnien BA01. Stort personligt mod. | [ 2 ]       |
| 1998-03-04 | Menig           | Björn Persson      | UNPROFOR Bosnien BA01. Stort personligt mod. | [ 2 ]       |
| 1998-03-04 | Menig           | Stig-Inge Blennow  | UNPROFOR Bosnien BA01. Stort personligt mod. | [ 2 ]       |
| 1998-03-04 | Menig           | Niklas Karhatsu    | UNPROFOR Bosnien BA01. Stort personligt mod för att han under granatbeskjutning försökte rädda en dödligt sårad bosnier i Bosnien.                                                                                  | [ 6 ] [ 2 ] |
| 2001-06-13 | Polisinspektör  | Bengt Sandberg     | Rikspolisstyrelsen. MONUA Angola. Stort personligt mod. | [ 1 ]       |
| 2003-11-13 | Löjtnant        | Mikael Svensson    | ISAF Afghanistan. Förtjänstfull ledning av förband under svåra förhållanden. | [ 1 ]       |
| 2003-11-13 | Kapten          | Rolf Hafdell       | ISAF Afghanistan. Annan värdefull insats under svåra förhållanden 2003. | [ 1 ]       |
| 2003-11-13 | Kapten          | Jonas Plato        | ISAF Afghanistan. Annan värdefull insats under svåra förhållanden 2003. | [ 1 ]       |
| 2003-11-13 | Sergeant        | Ulf Andersson      | ISAF Afghanistan. Annan värdefull insats under svåra förhållanden 2003. | [ 1 ]       |
| 2003-11-13 | Sergeant        | Erik Celay         | ISAF Afghanistan. Annan värdefull insats under svåra förhållanden 2003. | [ 1 ]       |
| 2005-05-23 | Kapten          | Fredrik Björsell   | SAF Afghanistan. Stort personligt mod 2002. | [ 1 ]       |
| 2005-05-31 |                 | hemlig personal    | EUFOR Kongo Operation Artemis. Medalj utdelades till sammanlagt 40 personer för ”Stort personligt mod” eller ”Förtjänstfull ledning av förband under svåra förhållanden” för insatser under Operation Artemis 2003. | [ 1 ]       |
| 2005-06-06 | Löjtnant        | Ola Svensson       | KFOR Kosovo KS09. Stort personligt mod vid upploppen i byn Caglavica i mars 2004. | [ 1 ]       |
| 2005-06-06 |                 | Magnus Aronsson    | KFOR Kosovo KS09. Stort personligt mod vid upploppen i byn Caglavica i mars 2004. | [ 1 ]       |
| 2005-06-06 |                 | Per Sjöberg        | KFOR Kosovo KS09. Stort personligt mod vid upploppen i byn Caglavica i mars 2004. | [ 1 ]       |
| 2005-06-06 |                 | Tobias Nilsson     | KFOR Kosovo KS09. Stort personligt mod vid upploppen i byn Caglavica i mars 2004. | [ 1 ]       |
| 2005-06-06 |                 | Andreas Frööjd     | KFOR Kosovo KS09. Stort personligt mod vid upploppen i byn Caglavica i mars 2004. | [ 1 ]       |
| 2005-06-06 |                 | Mårten Hansén      | KFOR Kosovo KS09. Stort personligt mod vid upploppen i byn Caglavica i mars 2004. | [ 1 ]       |
| 2005-06-06 |                 | Robert Iversen     | KFOR Kosovo KS09. Stort personligt mod vid upploppen i byn Caglavica i mars 2004. | [ 1 ]       |
| 2005-06-06 |                 | Robert Cornelius   | KFOR Kosovo KS09. Stort personligt mod vid upploppen i byn Caglavica i mars 2004. | [ 1 ]       |
| 2005-06-06 |                 | Cecilia Gustafsson | KFOR Kosovo KS09. Stort personligt mod vid upploppen i byn Caglavica i mars 2004. | [ 1 ]       |
| 2005-06-06 |                 | Tobias Svensson    | KFOR Kosovo KS09. Stort personligt mod vid upploppen i byn Caglavica i mars 2004. | [ 1 ]       |
| 2005-06-06 |                 | Roger Andersson    | KFOR Kosovo KS09. Stort personligt mod vid upploppen i byn Caglavica i mars 2004. | [ 1 ]       |
| 2007-06-06 |                 | Morgan Svensson    | ISAF Afghanistan. För sitt agerande i samband med en eldstrid i Kohistanat i Afghanistan den 10 september 2006. | [ 7 ] [ 8 ] |
| 2007-06-06 |                 | Fredrik Kjörling   | ISAF Afghanistan. För sitt agerande i samband med en eldstrid i Kohistanat i Afghanistan den 10 september 2006. | [ 8 ]       |
| 2007-06-06 |                 | Jonas Pålsson      | ISAF Afghanistan. För sitt agerande i samband med en eldstrid i Kohistanat i Afghanistan den 10 september 2006. | [ 8 ]       |
| 2007-06-06 |                 | Tornie Ottersten   | ISAF Afghanistan. För sitt agerande i samband med en eldstrid i Kohistanat i Afghanistan den 10 september 2006. | [ 8 ]       |
| 2007-06-06 |                 | Mathias Näsström   | ISAF Afghanistan. För sitt agerande i samband med en eldstrid i Kohistanat i Afghanistan den 10 september 2006. | [ 8 ]       |
| 2007-06-06 |                 | Linus Andersson    | ISAF Afghanistan. För sitt agerande i samband med en eldstrid i Kohistanat i Afghanistan den 10 september 2006. | [ 8 ]       |
| 2007-06-19 |                 | 17 soldater        | För agerandet i samband med striden i samhället Boka i Afghanistan. | [ 9 ]       |
| 2007-11-23 | Furir           | Peter Eriksson     | För agerandet i samband med striden i samhället Boka i Afghanistan. | [ 10 ]      |
| 2007-11-23 | Menig           | Joachim Meijer     | För agerandet i samband med striden i samhället Boka i Afghanistan. | [ 10 ]      |
| 2007-11-23 | Kapten          | Johan Timrén       | För att frivilligt och med stort personligt mod och med risk för eget liv deltagit i att evakuera 122 serber från ett bostadskomplex i samband med ett upplopp i Kosovo den 17 mars 2004.                           | [ 11 ]      |
| 2007-11-23 | Fänrik          | Ivan Tomovic       | För att frivilligt och med stort personligt mod och med risk för eget liv deltagit i att evakuera 122 serber från ett bostadskomplex i samband med ett upplopp i Kosovo den 17 mars 2004.                           | [ 12 ]      |